# Savannah Jack
Theodore Russell, noto con il ring name Savannah Jack (Saint Paul, 15 ottobre 1948 – Minneapolis, 17 gennaio 2012), è stato un wrestler statunitense.
Dal 1986 al 1987 lottò nella Universal Wrestling Federation, dove vinse l'UWF Television Championship.

## Carriera nel football americano
Russell cominciò a giocare a football americano nella University of Minnesota, militando nei Minnesota Golden Gophers dal 1969 al 1970.

## Carriera nel wrestling
Allenato da Verne Gagne e Eddie Sharkey in Minnesota, lottò con il ring name "T-Bone Brown" nella American Wrestling Association nel 1985.
Nel 1986 debuttò come "Savannah Jack" nella Universal Wrestling Federation di proprietà di Bill Watts. Inizialmente era un membro della stable Devastation, Inc. di Skandor Akbar. Il 9 novembre 1986 sconfisse Buddy Roberts dei Fabulous Freebirds conquistando l'UWF Television Championship a Tulsa, Oklahoma. Ebbe dei feud con Chris Adams, One Man Gang, Iceman Parsons e Sting. Perse il titolo in favore di Eddie Gilbert l'8 marzo 1987. Più tardi quello stesso anno si ritirò dal ring a causa di problemi di salute. Tornò in Minnesota e gli fu diagnosticato un problema cardiaco dovuto all'abuso di steroidi.

## Morte
Dopo molti anni costellati da problemi di salute, nel 2001 ebbe un ictus. Il 17 gennaio 2012 morì a causa di una cardiomiopatia nella sua casa di Minneapolis. Aveva 63 anni.

## Titoli e riconoscimenti
- Pro Wrestling America
  - PWA Tag Team Championship (1) - con Ed Roberts[1][2]
- Universal Wrestling Federation
  - UWF Television Championship (1)[3][4]